# Дімітар Ілієв
Дімітар Красіміров Ілієв (болг. Димитър Красимиров Илиев, нар. 25 вересня 1988, Пловдив, Болгарія) — болгарський футболіст, атакувальний півзахисник і нападник пловдивського «Локомотива» та національної збірної Болгарії.
Футболіст року в Болгарії у 2019 і 2020 роках.

## Клубна кар'єра
Дімітар Ілієв народився 1988 року у Пловдиві. Пробравшись через різні молодіжні рівні в клубі, дебютував у складі першої команди пловдивського «Локомотива» в домашній перемозі над софійським «Локомотивом» 11 вересня 2004 року (4:1).
У січні 2010 року став гравцем столичного ЦСКА, але не потрапивши до основного складу команди у 2010–2011 роках грав на правах оренди за «Міньор» і «Пирин», а в серпні 2011 приєднався до складу клубу «Монтана», де відіграв один сезон.
Влітку 2012 перейшов до складу софійського «Локомотива», звідки у 2014 переїхав до Польщі, де захищав кольори спочатку «Вісли», а потім «Подбескідзе».
У липні 2018 року Дімітар повернувся до складу рідного «Локомотива», підписавши з клубом контракт на два роки.

## Міжнародна кар'єра
З 2004 по 2007 виступав у складах юнацьких збірних Болгарії різних вікових груп. Виступав також за молодіжну збірну країни.
В листопаді 2019 був вперше викликаний до складу національної збірної Болгарії, але тоді за збірну так і не дебютував. Дебютував 26 лютого 2020 у товариському матчі проти збірної Білорусі (поразка 0:1).

## Досягнення
«Локомотив» (Пловдив)
- Володар Кубка Болгарії: 2018—19, 2019—20
- Володар Суперкубка Болгарії: 2020